# Bernard G. Harvey
Bernard George Harvey (* 5. Oktober 1919 in England; † 29. November 2016) war ein britisch-US-amerikanischer Chemiker (Kernchemie).
Harvey studierte in Oxford. Er arbeitete zunächst 1946 bis 1953 an den Chalk River Laboratorien für Atomic Energy of Canada in Kanada unter anderem an der Chemie von Plutonium und wurde dann Mitarbeiter von Glenn T. Seaborg in Berkeley. Er war am Lawrence Berkeley National Laboratory (LBL) an der Entdeckung bzw. Erzeugung einiger Transurane beteiligt, so Mendelevium (1955 mit Stanley G. Thompson, Seaborg, Albert Ghiorso, Gregory Choppin), Einsteinium und Fermium (mit Thompson, Ghiorso, Choppin 1952). Er blieb am LBL und wurde dort Direktor des Zyklotrons und Associate Director für Kernphysik.
1961 war er Guggenheim Fellow und 1966 Fellow der American Physical Society.
Harvey lebte bis zu seinem Tod in Berkeley, Kalifornien.

## Schriften
- Introduction to Nuclear Physics and Chemistry, Prentice-Hall 1962, 2. Auflage 1969.
  - Deutsche Übersetzung: Kernphysik und Kernchemie: eine Einführung, Thiemig 1966.
- mit F. S. Goulding: Identification of Nuclear Particles, Annual Review of Nuclear Science, Band 25, 1975, S. 167–240.